# Beschermde stads- en dorpsgezichten in Drenthe

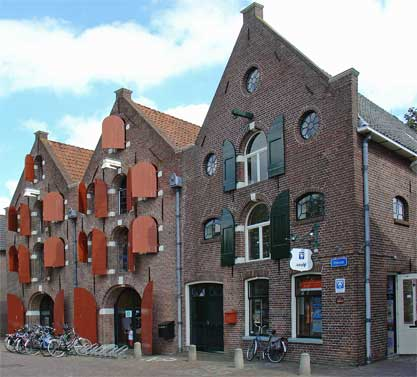
Coevorden

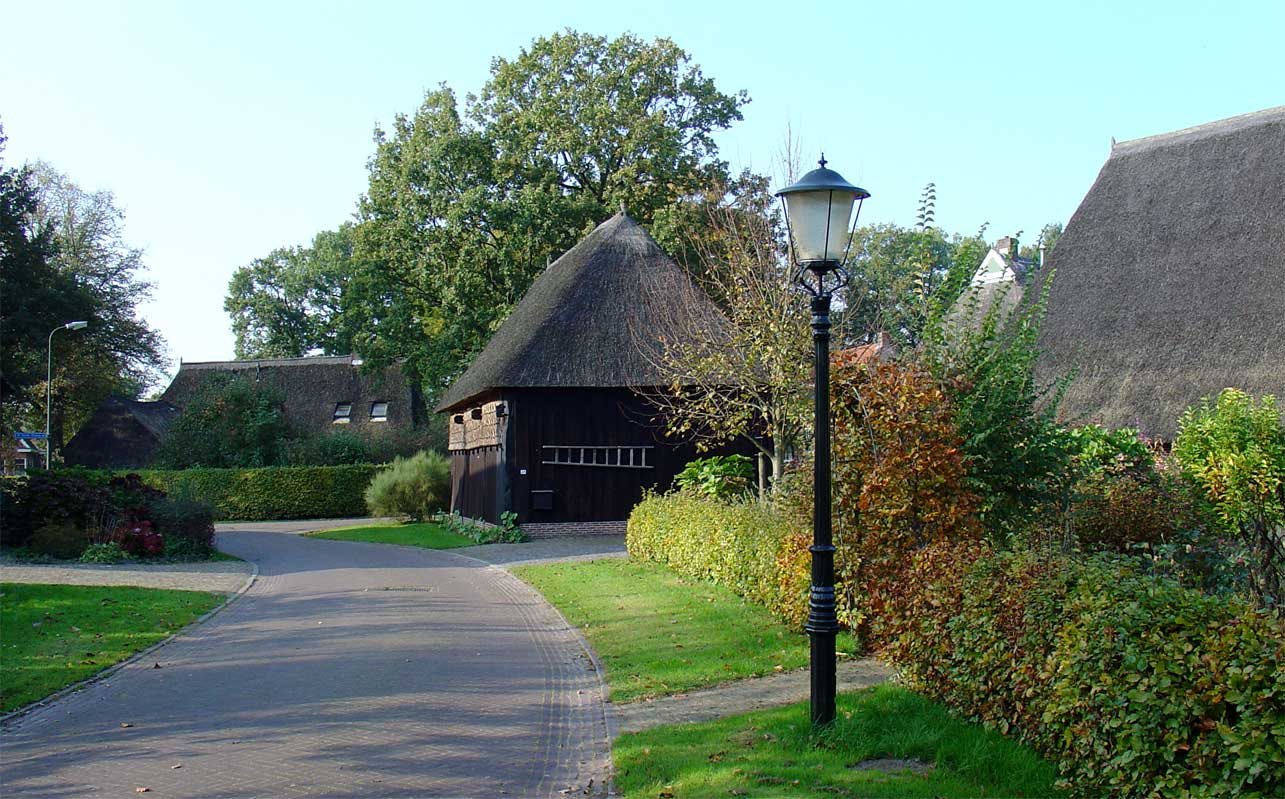
Gees

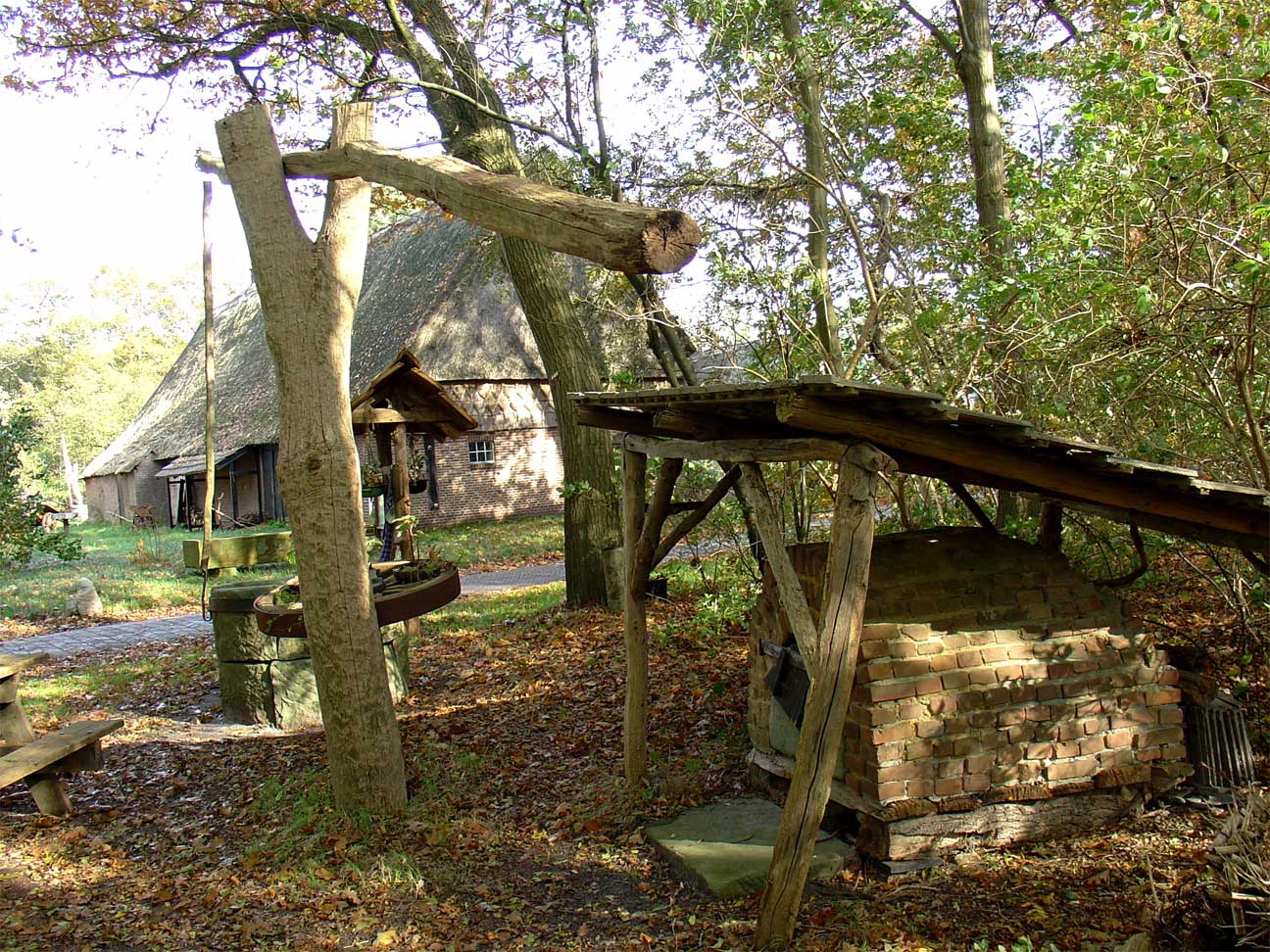
Oosterse Bos

De Beschermde stads- en dorpsgezichten in Drenthe zijn onder te verdelen in de Drentse steden die beschermd stadsgezicht zijn, en de overige dorpen en plaatsen die beschermd dorpsgezicht zijn.

## Beschermd stadsgezicht
- Assen (Centrum, Brink, uitbreidingen)
- Coevorden (Centrum-noord)
- Meppel (Oud-Zuid)

## Beschermd dorpsgezicht
- Aalden
- Anloo
- Annerveenschekanaal
- Benneveld
- Dwingeloo
- Echten
- Eelde-Paterswolde
- Frederiksoord-Wilhelminaoord
- Gees
- Havelte (dorp, Eursinge, Helomaweg, kerksituatie)
- Kraloo
- Orvelte
- Ten Arlo
- Veenhuizen
- Vries
- Westenesch
- Westervelde-Westeinde
- Zuidlaren
- Zuidvelde

Behalve dorpskernen kunnen ook gebieden, straten of wijken als beschermd dorpsgezicht worden aangemerkt:
- Dennenoord, (Zuidlaren)
- Oosterse Bos, Westerse Bos (Schoonebeek)